# Hans-Joachim Stuck
Hans-Joachim Stuck (Grainau, 1º gennaio 1951) è un ex pilota automobilistico tedesco figlio del famoso pilota della Auto Union Hans Stuck.

## Carriera

### Gli esordi
Dopo l'apprendistato sui kart nel 1969 corre nel campionato Europeo per vetture turismo con una BMW conquistando la 24 Ore del Nürburgring. Passerà nel 1972 al campionato tedesco conquistando assieme a Jochen Mass la vittoria nella 24 Ore di Spa.
Nel 1973 inizia la sua carriera nella vetture a ruote scoperte con una March di Formula 2. Già l'anno successivo sarà vicecampione, dietro a Patrick Depailler, conquistando ben quattro vittorie.

### Formula 1
La March lo impiega anche in Formula 1. Fa il suo esordio nel Gran Premio d'Argentina e conquista per due volte punti: in Spagna (quarto) e in Sud Africa (quinto).
Anche nel 1975 si divide tra l'impegno in Formula 1 e quello in Formula 2, sempre con la March, che lo chiamerà a stagione iniziata per correre 5 Gran Premi al posto di Lella Lombardi. Nella stagione s'impegnerà anche al volante di una BMW nel campionato IMSA.
Nel 1976, stesso programma, condito da due vittorie nel campionato Formula 2 (entrambe ad Hockhenheim), e da un'ottima stagione nella massima serie con un quarto posto a Monaco e un quinto nel Gran Premio degli Stati Uniti-Est. Partirà addirittura in seconda fila nel Gran Premio di Germania.

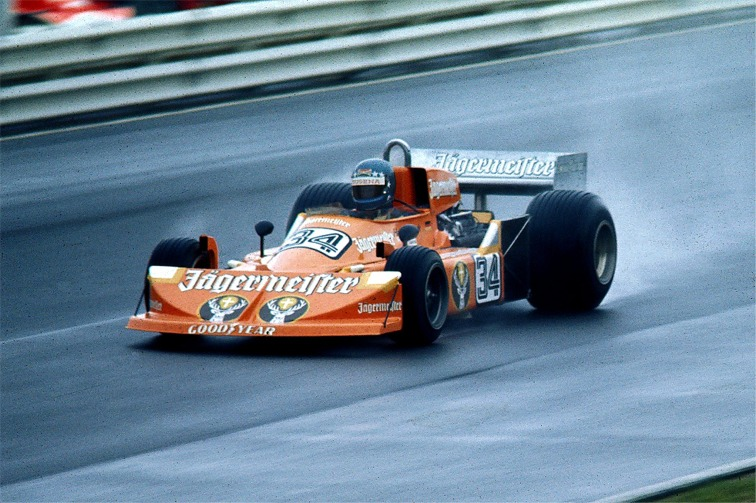
Hans-Joachim Stuck con la March-Ford 761 al Nürburgring nel 1976

Il 1977 sarà la sua miglior stagione nella Formula 1. Passato alla Brabham orfana di Carlos Pace, otterrà due podi (terzo in Austria e in Germania) e scatterà dalla seconda piazza nel Gran Premio degli Stati Uniti-Est, dovendo però abbandonare la gara.
Le sue ultime due stagioni nel circus saranno deludenti. Prima con la Shadow poi con la tedesca ATS, sarà spesso nelle retrovie, e conquisterà solo due quinti posti: nella prima stagione in Gran Bretagna e nella seconda a Long Beach.
Un'ulteriore presenza nel circus era stata prevista per il GP USA West (sulla pista di long Beach) per il 1980, in sostituzione dell'infortunato Alain Prost nel team McLaren. Stuck, libero da impegni in F1, risultò iscritto alla corsa ma non fu tra i 27 piloti scesi in pista per le prove: la BMW, per la quale il pilota tedesco aveva un contratto per le corse turismo, non concesse il suo nulla osta. In quel fine settimana, infatti, Stuck era già legato a impegni agonistici nel campionato turismo tedesco (DRM); il suo posto (che era, appunto, il posto di Alain Prost) venne allora rilevato da Stephen South, senza successo: la seconda McLaren non si qualificò per la gara americana.

## Risultati completi
| 1974 | Scuderia | Vettura |     |     |   |   |     |     |  |     |    |     |   |    |     |     |    |  |  | Punti | Pos. |
| ---- | -------- | ------- | --- | --- | - | - | --- | --- |  | --- | -- | --- | - | -- | --- | --- | -- |  |  | ----- | ---- |
| 1974 | March    | 741     | Rit | Rit | 5 | 4 | Rit | Rit |  | Rit | NQ | Rit | 7 | 11 | Rit | Rit | NQ |  |  | 5     | 16º  |

| 1975 | Scuderia | Vettura |  |  |  |  |  |  |  |  |  |     |     |     |     |   |  |  |  | Punti | Pos. |
| ---- | -------- | ------- |  |  |  |  |  |  |  |  |  | --- | --- | --- | --- | - |  |  |  | ----- | ---- |
| 1975 | March    | 751     |  |  |  |  |  |  |  |  |  | Rit | Rit | Rit | Rit | 8 |  |  |  | 0     |      |

| 1976 | Scuderia | Vettura |   |    |     |     |     |   |     |   |     |     |     |     |     |     |   |     |  | Punti | Pos. |
| ---- | -------- | ------- | - | -- | --- | --- | --- | - | --- | - | --- | --- | --- | --- | --- | --- | - | --- |  | ----- | ---- |
| 1976 | March    | 761     | 4 | 12 | Rit | Rit | Rit | 4 | Rit | 7 | Rit | Rit | Rit | Rit | Rit | Rit | 5 | Rit |  | 8     | 13º  |

| 1977 | Scuderia      | Vettura   |  |  |     |     |   |     |   |    |     |   |   |   |   |     |     |     |   | Punti | Pos. |
| ---- | ------------- | --------- |  |  | --- | --- | - | --- | - | -- | --- | - | - | - | - | --- | --- | --- | - | ----- | ---- |
| 1977 | March Brabham | 761B BT45 |  |  | Rit | Rit | 6 | Rit | 6 | 10 | Rit | 5 | 3 | 3 | 7 | Rit | Rit | Rit | 7 | 12    | 11º  |

| 1978 | Scuderia | Vettura   |    |     |    |    |     |     |     |    |    |   |     |     |     |     |     |     |  | Punti | Pos. |
| ---- | -------- | --------- | -- | --- | -- | -- | --- | --- | --- | -- | -- | - | --- | --- | --- | --- | --- | --- |  | ----- | ---- |
| 1978 | Shadow   | DN8 e DN9 | 17 | Rit | NQ | NP | Rit | Rit | Rit | 11 | 11 | 5 | Rit | Rit | Rit | Rit | Rit | Rit |  | 2     | 18º  |

| 1979 | Scuderia | Vettura |    |     |     |    |    |   |     |    |    |     |     |     |    |     |   |  |  | Punti | Pos. |
| ---- | -------- | ------- | -- | --- | --- | -- | -- | - | --- | -- | -- | --- | --- | --- | -- | --- | - |  |  | ----- | ---- |
| 1979 | ATS      | D2 e D3 | NP | Rit | Rit | SQ | 14 | 8 | Rit | NP | NQ | Rit | Rit | Rit | 11 | Rit | 5 |  |  | 2     | 20º  |

| Legenda | 1º posto     | 2º posto | 3º posto    | A punti         | Senza punti/Non class.  | Grassetto – Pole position Corsivo – Giro più veloce |
| Legenda | Squalificato | Ritirato | Non partito | Non qualificato | Solo prove/Terzo pilota | Grassetto – Pole position Corsivo – Giro più veloce |

## Vetture Sport

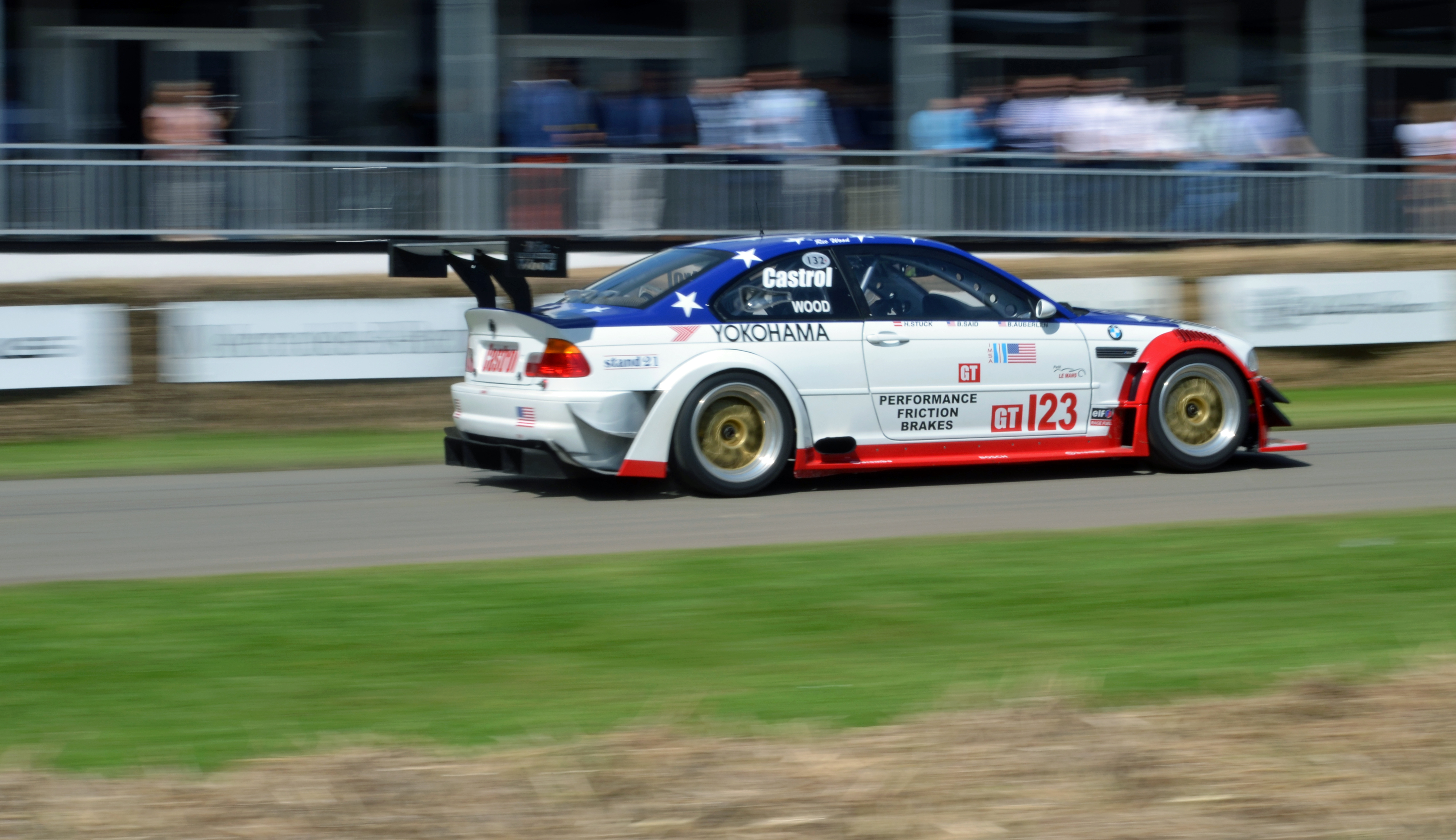
La BMW M3 GTR con motore P60B40 guidata da Stuck nel campionato ALMS 2001

La sua successiva carriera nelle vetture sport è stata lunga e piena di successi. Nel 1975 vince la 12 Ore di Sebring su BMW. Nel 1981 vince la 1000 km del Nürburgring con una BMW della GS Racing e nel 1984 la 1000 km di Imola con il team Brun Motorsport.

Nei due anni seguenti vince il Campionato mondiale per Vetture Sport, nonché la 24 Ore di Le Mans del 1986, vittoria quest'ultima bissata anche nel 1987, sempre alla guida della Porsche 962.

Vince nuovamente la 12 Ore di Sebring nel 1986 e nel 1988, entrambe a bordo di una Porsche 962.
Nel 1989 corre nuovamente nel campionato IMSA e nel 1990 conquista il titolo nel DTM su Audi V8. Continua negli anni novanta nel campionato Turismo poi nel ITC guidando l'Opel Calibra V6, infine nel Campionato FIA GT, su McLaren F1 GTR del Team BMW Motorsport, dal 1998 al 2000 guida per lo stesso team la BMW V12 LMR impiegata nella 24 Ore di Le Mans e nell'ALMS, in quest'ultimo campionato continua a gareggiare fino al 2003 per squadre minori.
Nel 2004 rivince dopo 35 anni la 24 Ore del Nürburgring.